# Ceratobaeus cholakadensis
Ceratobaeus cholakadensis är en stekelart som beskrevs av Durgadas Mukerjee 1978. Ceratobaeus cholakadensis ingår i släktet Ceratobaeus och familjen Scelionidae. Inga underarter finns listade i Catalogue of Life.